# Paula Valls
Paula Valls   (Manlleu, 16 de març de 1999) és una cantant catalana de música soul que canta principalment en anglès. El seu treball musical exhala una semblança de folk estatunidenc, passant del jazz, al blues, i del funk al soul.

## Trajectòria
Als 5 anys s'inicià a l'Escola Municipal de Música del seu poble natal. Més tard, estudià a l'Escola de Música i Conservatori de Vic i després al Taller de Músics. El seu primer treball discogràfic, quan només tenia 17 anys, es titulà Black and white (RGB, 2016), un EP amb 6 cançons, iniciant una gira de presentació de dos anys en què actuà en diferents sales i festivals de renom. El seu segon treball discogràfic fou l'àlbum musical I am (Satélite K, 2018), «una joia de música negra i folk» que conté el bonus track «Que tinguem sort», una versió de la cançó de Lluís Llach que és un duet amb ella mateixa (amb 9 i 19 anys).
Paula Valls ha participat en la Marató de TV3 de 2016 i 2017 cantant juntament amb Ramon Mirabet i Clara Peya. També ha col·laborat amb altres projectes: Guillem Roma («Petits regals»), Roger Usart («Fearless son»), i en el disc infantil De mi a sol, entre d'altres.
El maig de 2020, Valls musicà, acompanyada al piano pel seu pare Xevi Valls, el poema «M'enfilo ben, ben alt» del músic taradellenc David Orra, víctima d'un càncer.
Va estar uns anys separada dels escenaris per motius de salut: després del confinament per la pandèmia de COVID-19, a Valls li van diagnosticar anorèxia i va necessitar apartar-se de la música per recuperar-se. «No podia fer música ni en podia escoltar», va assegurar, «però quan vaig començar a estar millor em vaig anar reenganxant i tot va venir sol». Va reaparèixer el setembre de 2023 amb un concert al Mercat de Música Viva de Vic on va presentar Començar de nou, el seu primer disc en català.

## Discografia
- Black and white (RGB, 2016)[9]
- I am (Satélite K, 2018)[10]
- «Time/Monsters» (senzill, Satélite K, 2019)[11]
- Començar de nou (Satélite K, 2023)[8]